# Giovanni De Micheli
Pour les articles homonymes, voir De Micheli.
Giovanni De Micheli est professeur et le directeur d'un centre de recherches sur les systèmes intégrés à l'EPFL en Suisse, et également le président du Comité scientifique du Centre suisse d'électronique et de microtechnique (CSEM) à Neuchâtel, Suisse. Précédemment, il était professeur d'électronique à l'université Stanford en Californie. Il a un doctorat d'ingénieur nucléaire (Politecnico di Milano, 1979), un master et un doctorat en électronique et informatique obtenu a l'Université de Californie à Berkeley, en 1980 et en 1983).
En 2003 lui est attribué le prix IEEE Emanuel R. Piore 

## Publications
- (en) Giovanni De Micheli, Synthesis and Optimization of Digital Circuits, New York/St Louis/San Francisco etc., McGraw-Hill, 1994, 579 p. (ISBN 0-07-016333-2).
- (en) Giovanni De Micheli, Rolf Ernst, Wayne Wolf, Readings in Hardware/software Co-design, Morgan Kaufmanan, 2002 (lire en ligne).
- (en) Giovanni De Micheli et Luca Benini, Networks on Chips : Technology and Tools, 2006.